# Anlong Veng
Anlong Veng, o Anlong Veaeng (in lingua khmer:អន្លុងវែង) è una cittadina della Cambogia situata nella provincia di Oddar Meancheay, nel nordovest del Paese, ed è capoluogo dell'omonimo distretto.

## Geografia fisica
Anlong Veng si trova nell'area dei Monti Dângrêk, circa 125 km a nord di Siem Reap e molto vicino al confine con la Thailandia. Poco a nord della cittadina vi è una diga, una delle tante costruite da Ta Mok.

## Storia
Anlong Veng è conosciuta soprattutto per il suo ruolo centrale che ebbe, assieme a Pailin, negli ultimi confusi anni dell'attività dei Khmer rossi. Fu l'ultima roccaforte a cadere in mano al governo e nelle vicinanze vi è il luogo dove fu cremato Pol Pot nell'aprile 1998.
I monti Dângrêk vennero usati già negli anni '70 come base per la lotta contro la Repubblica Khmer di Lon Nol. Dopo la fine dell'occupazione vietnamita e il ritiro dell'esercito del Vietnam nel 1989, i Khmer rossi ricostruirono le loro vecchie basi nell'area dei Dângrêk, lungo il confine con la Thailandia. Anlong Veng divenne per alcuni anni una vera e propria "capitale" dei Khmer rossi e vi soggiornarono i loro principali comandanti. Negli anni Novanta i Khmer rossi mantennero il controllo di Anlong Veng, nei cui pressi vi fu uno dei primi killing fields del periodo successivo alla caduta della Kampuchea Democratica.
Nella foresta dei monti Dângrêk, in un sito minato non ancora localizzato con precisione, circa 6 km fuori Anlong Veng, si dice che 3.000 persone furono assassinate tra il 1993 e il 1997 per accuse di "corruzione". Tali esecuzioni vennero effettuate nel periodo in cui Ta Mok controllava l'area.

## Sviluppo economico
Il Primo Ministro Hun Sen, con una  circolare del dicembre 2001 (PDF) (archiviato dall'url originale il 2 ottobre 2011). ha espresso l'intenzione governativa di preservare i luoghi legati alla presenza e agli atti criminali dei Khmer rossi e di far diventare l'area di Anlong Veng un vero e proprio museo storico, rivolto al turismo nazionale e internazionale.
Nel tentativo di rilanciare economicamente la zona, Anlong Veng viene presentata come zona di ristoro nel tragitto tra i templi di Angkor a Siem Reap e il Tempio Preah Vihear, con l'aggiunta di musei, hotel e forse in futuro di un casinò.

## Luoghi da visitare
- Residenza di Ta Mok, sorge in una zona artificialmente allagata dai Khmer rossi, per quanto oramai vuota e rovinata dai saccheggi, contiene curiosi dipinti evocativi dello stile angkoriano. Nella stessa "palude" vi sono i pochissimi resti della residenza di Pol Pot.[5]